# مالكولم بولنر
مالكولم بولنر (مواليد 9 يوليو 1944) هو ملاكم سريلانكي، مثّل بلاده في الألعاب الأولمبية الصيفية 1964.

## روابط خارجية
مالكولم بولنر على موقع اللجنة الأولمبية الدولية (الإنجليزية)
- مالكولم بولنر على موقع أوليمبيديا (الإنجليزية)